# Bryum amentirameum
Bryum amentirameum là một loài rêu trong họ Bryaceae. Loài này được Dixon mô tả khoa học đầu tiên năm 1929.